# Sinosticta ogatai
Sinosticta ogatai – gatunek ważki z rodziny Platystictidae. Występuje wyłącznie w południowo-wschodnich Chinach – w prowincji Guangdong oraz w Hongkongu.